# الدوري التونسي لكرة اليد للرجال الدرجة الثانية
الدوري التونسي لكرة اليد للرجال الدرجة الثانية أو بطولة تونس لكرة اليد للرجال الدرجة الثانية (بالفرنسية: Championnat de Tunisie masculin de handball B)‏ هي بطولة المستوى الثاني لكرة اليد في تونس، تأسست في 1956 وتشرف على تنظيمها الجامعة التونسية لكرة اليد.

## مقالات ذات صلة
- الدوري التونسي لكرة اليد للرجال
- كأس تونس لكرة اليد للرجال
- الجامعة التونسية لكرة اليد

## روابط خارجية
- الموقع الرسمي.